# Karl Georg Schuster
Karl Georg Schuster (* 24. Oktober 1771 in Elbingerode; † 13. Januar 1849) war ein deutscher lutherischer Theologe und Generalsuperintendent der Generaldiözese Lüneburg-Celle.

## Leben
Schuster, ein Sohn des Forstinspektors Johann Friedrich Schuster, studierte Theologie und wurde zunächst Konventuale des Klosters Loccum, 1806 Pastor in Rehburg und 1809 Superintendent in Lüne. Von 1831 bis 1849 war er erster Pastor an der Stadtkirche St. Marien in Celle und Generalsuperintendent der Generaldiözese Lüneburg-Celle.
Sein Sohn Carl Friedrich Theodor Schuster war Generalsuperintendent für Calenberg und Hannover.